# Gottmadingen
Gottmadingen je mjesto u njemačkoj saveznoj pokrajini Baden-Württemberg (okrug Bodensko jezero). Nalazi se između gradova Singena i Schaffhausena u Švicarskoj blizu graničnog prijelaza.

## Vanjske poveznice
- Službena stranica  Arhivirana inačica izvorne stranice od 19. rujna 2009. (Wayback Machine)

### Ostali projekti
|  | Zajednički poslužitelj ima još gradiva o temi Gottmadingen |